# Galium hexanarium
Galium hexanarium är en måreväxtart som beskrevs av Knjaz.. Galium hexanarium ingår i släktet måror, och familjen måreväxter. Inga underarter finns listade i Catalogue of Life.